# 洞子口站
洞子口站位于成都市金牛区蓉北商贸大道二段与中环路洞子口路段交叉口，是成都地铁5号线和27号线的地下换乘站，因老地名洞子口而得名。本站于2019年12月27日启用。

## 车站结构
5号线洞子口站为地下二层岛式月台车站。
27号线洞子口站为地下三层双柱三跨14米宽岛式站台车站，全长165米，宽23.1米，总建筑面积19376平方米。车站采用明挖法施工。

### 楼层分布
|                   |  | 5号线往华桂路（泉水路） |
| 島式 · 開左邊车门 |  |                         |
|                   |  | 5号线往回龙（福宁路）   |

|                                  |  | 27号线往石佛（王贾桥）   |
| 島式 · 開左邊车门 · 无障碍卫生间 |  |                          |
|                                  |  | 27号线往蜀鑫路（沙河源） |

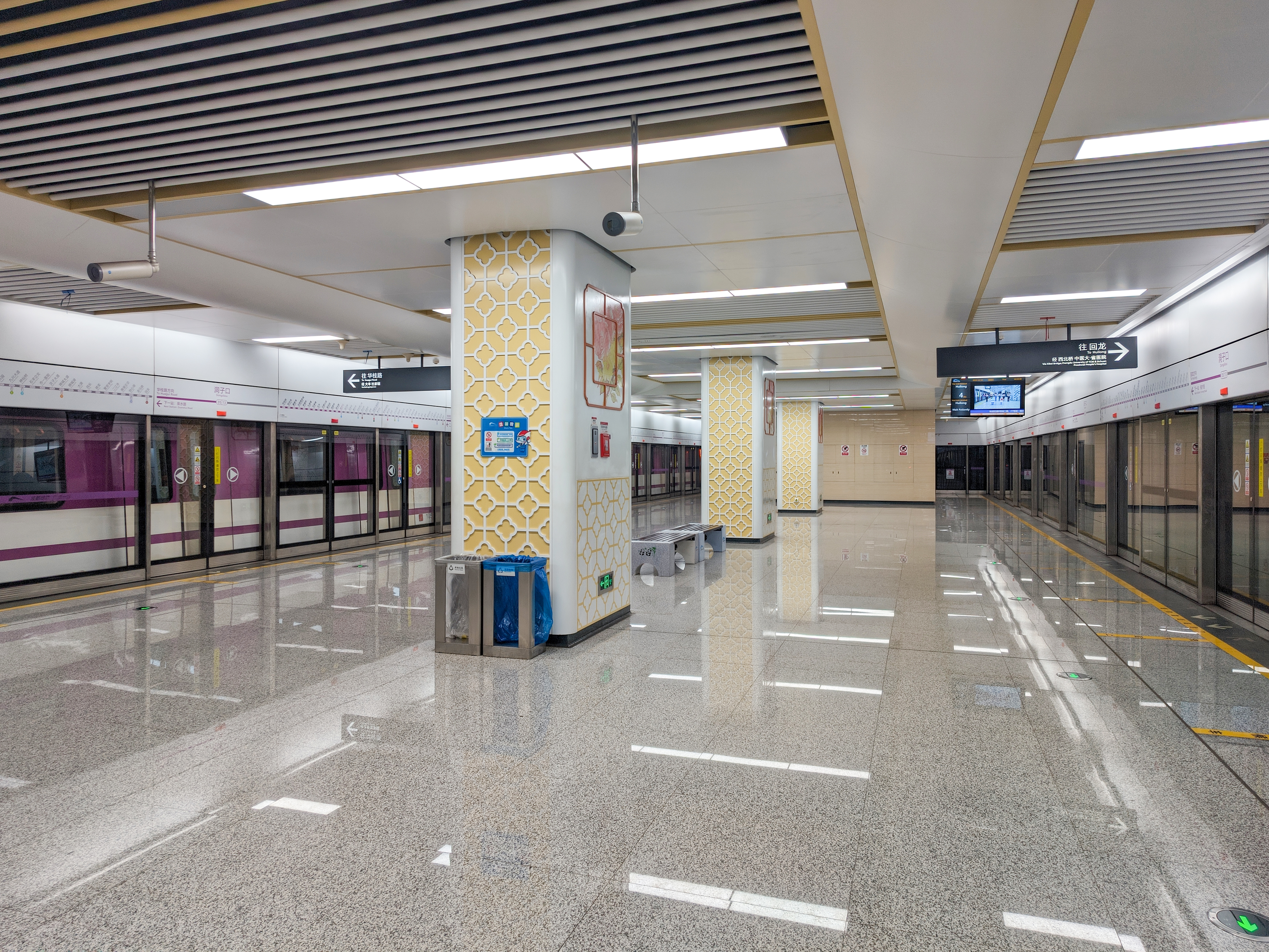
5号线站台
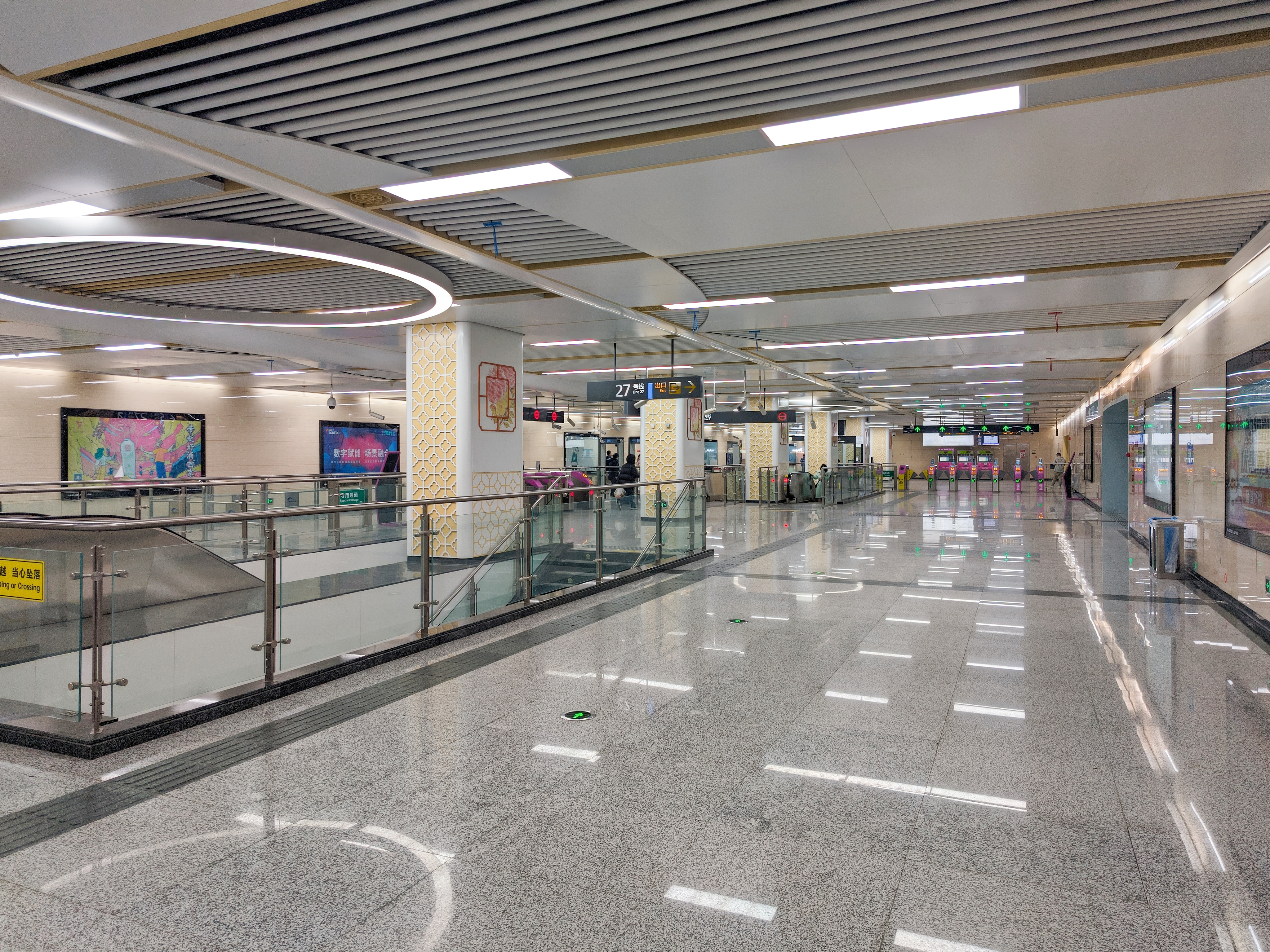
5号线站厅
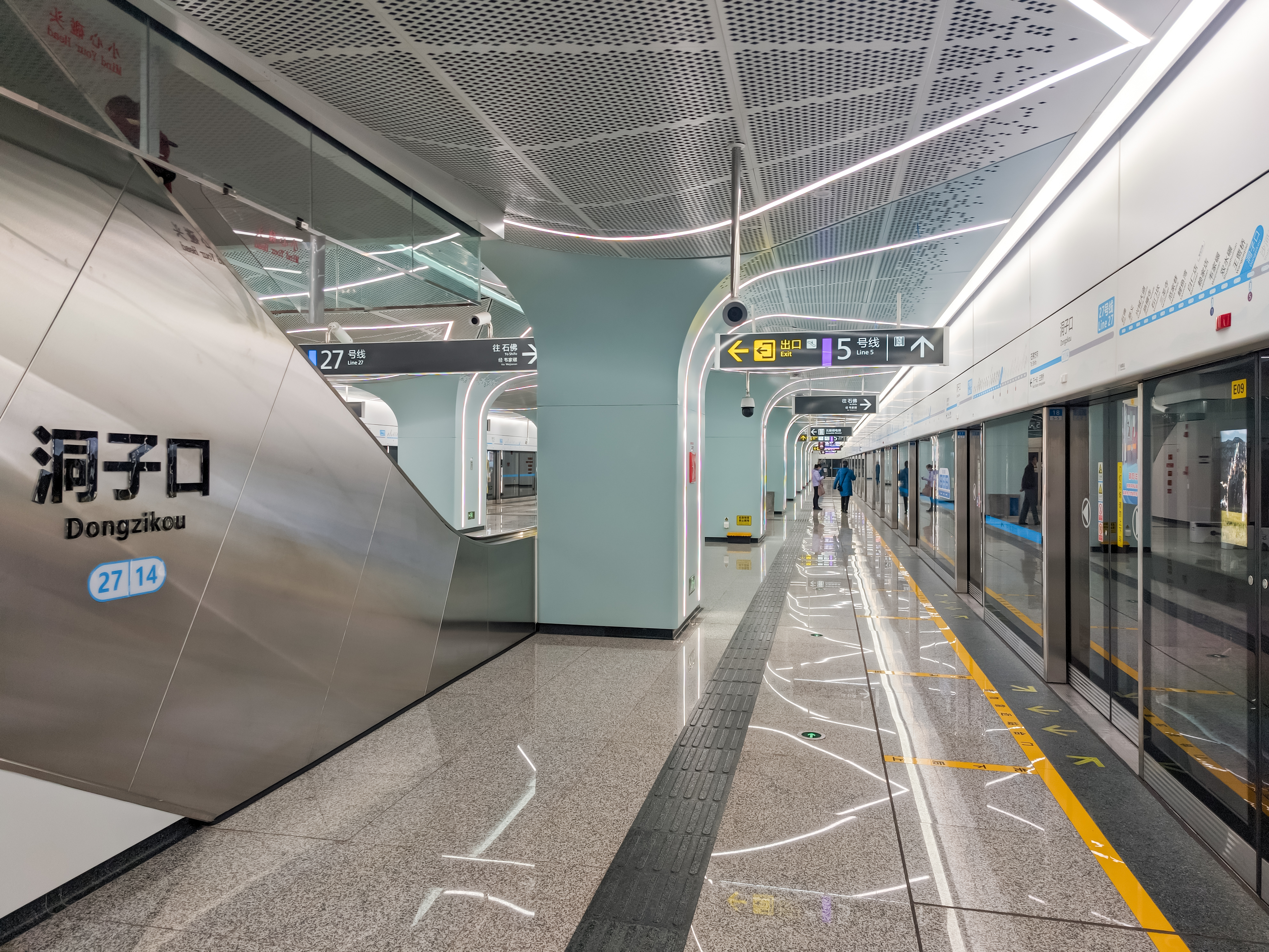
27号线站台
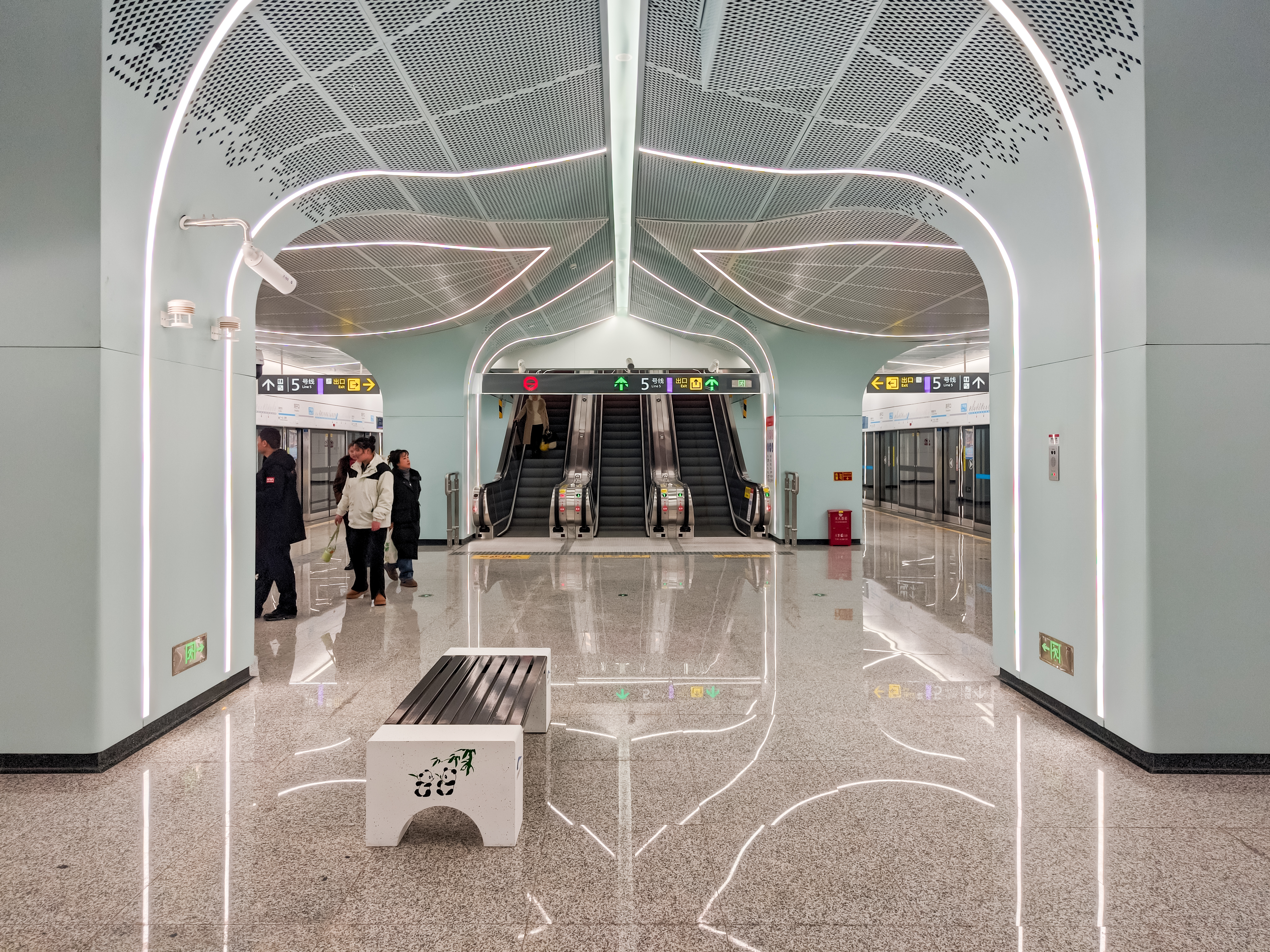
27号线站台
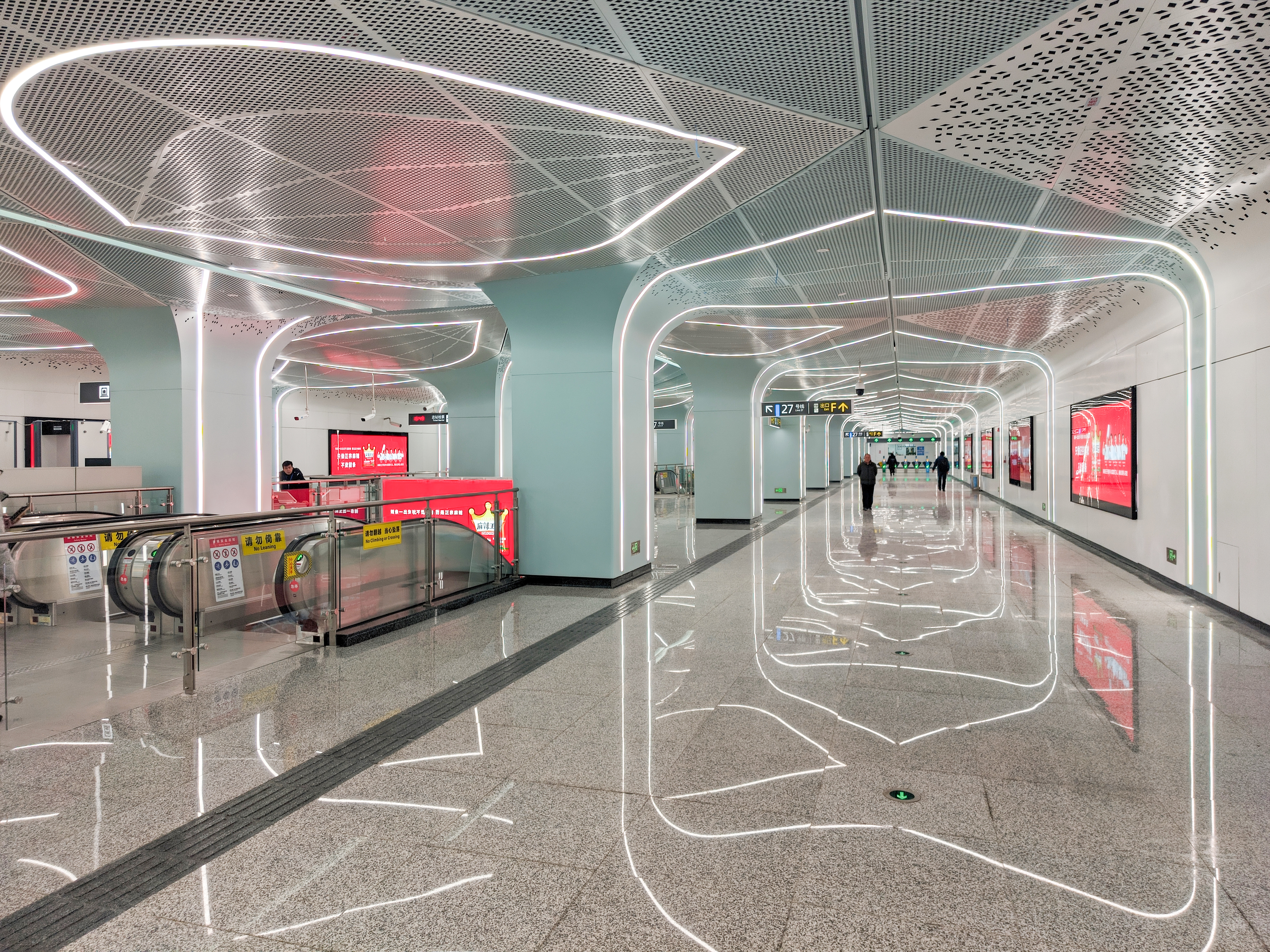
27号线站厅

## 出入口
本站目前开放6个出入口。原D2口已配合27号线施工而拆除，27号线在同象限设有F和G两个出口。
|                       |                     |                                        |      |
|                       |                     |                                        |      |
| 编号                  | 设施                | 指示                                   | 照片 |
| 连通5号线站厅         |                     |                                        |      |
|                       |                     | 中环路洞子口路段、旺泉街               |      |
| 出口 · A · 2          | 无障碍电梯          | 中环路洞子口路段、蓉北商贸大道三段     |      |
| 出口 · B              | 无障碍卫生间 哺乳室 | 蓉北商贸大道二段、沙河源西路、福泉东路 |      |
| 连通5号线、27号线站厅 |                     |                                        |      |
| 出口 · D · 1          | 无障碍电梯          | 中环路洞子口路段                       |      |
| 出口 · G              | 无障碍电梯          | 蓉北商贸大道三段、中环路洞子口路段     |      |
| 连通27号线站厅        |                     |                                        |      |
| 出口 · F              | 无障碍卫生间        | 中环路洞子口路段、泉水东路             |      |